# 日本古鹿
日本古鹿（學名：Cervus (Nipponicervus) praenipponicus / Nipponicervus praenipponicus）為一種已滅絕的鹿屬動物，生存年代距今約35萬至1萬5000年之間，屬更新世中期，化石僅在日本發現，又被稱作「日本鹿」（ムカシジカ）。

## 描述
日本古鹿主要分布在東北地方南部到九州地方。日本鹿亞屬（Nipponicervus）的鹿角與梅花鹿相比，角的第一分叉較高且僅有三叉。

## 分類
日本更新世的代表哺乳動物「日本鹿亞屬」，在研究發現可分為以下兩種。
- 更新世早期的加津佐鹿（カズサジカ） Cervus kazusensis
- 更新世中晚期的秋吉鹿（アキヨシムカシジカ）Cervus akiyoshiensis